# Johnny Kroon
Johnny Robert Kroon, född 6 januari 1960, är en svensk före detta friidrottare som tävlade för Heleneholms IF och Malmö AI. Han utsågs till Stor grabb nummer 358 i friidrott.
Kroon var Sveriges främste medeldistanslöpare på 1980-talet. Under åren 1985–2019 var han innehavare av det svenska rekordet på 1 500 meter.

## Karriär
Den 27 juni 1985 slog Kroon i Oslo Ulf Högbergs svenska rekord på 1 500 meter genom att löpa på 3:36,49. Han behöll rekordet till 2019 då Kalle Berglund förbättrade det till 3:36,07.
Vid VM i friidrott i Rom 1987 blev han utslagen i försöken på 1 500 meter. Vid EM i friidrott i Stuttgart 1986 blev han 7:a i finalen på 1 500 meter. Vid inomhus-EM i Aten 1985 blev han 8:a i finalen. Som 12-åring, 1972, satte han världsrekord på 1500 meter med tiden 4:34,6. Mellan åren 1984 och 1986 vann han 800 meter och 1 500 meter i finnkampen.

## Familj
Johnny Kroon är far till Simon Kroon.